# Oncidium sect. Crassifolia
Oncidium sect. Crassifolia es una sección de orquídeas epifitas perteneciente al género Oncidium. Se caracterizan por tener las hojas gruesas, coriáceas y rígidas.

## Especies
1. Oncidium divaricatum Lindl. 1827
2. Oncidium microchilum Bateman ex Lindl. 1840
3. Oncidium pulvinatum Lindl. 1838
4. Oncidium robustissimum Rchb. f. 1888
5. Oncidium sphegiferum Lindl. 1843
6. Oncidium splendidum A. Rich. ex Duch. 1862 especie tipo